# Alfred Georg Sahrer von Sahr

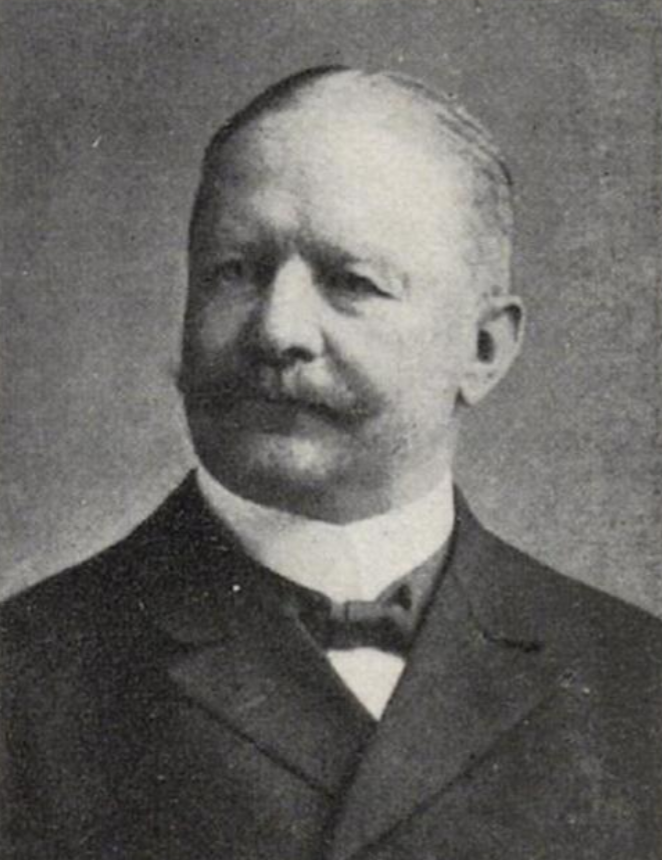
Alfred Georg Sahrer von Sahr

Alfred Georg, eigentlich Georg Sahrer von Sahr (* 26. Oktober 1851 in Dresden; † 18. Januar 1921 auf Schloss Ehrenberg) war ein sächsischer Offizier und Landtagsabgeordneter.

## Leben

### Herkunft
Alfred Georg entstammte dem böhmischen Uradelsgeschlecht Sahrer von Sahr, von dem sich nach dem Ständeaufstand in Böhmen Anfang des 17. Jahrhunderts Zweige als protestantische Exulanten im Kurfürstentum Sachsen niederließen. Er war das älteste von vier Kindern des sächsischen Rittmeisters Johann Georg Sahrer von Sahr (1823–1858) und dessen Ehefrau Adelheid, geborene von Könneritz (1825–1899) aus dem Hause Munzig. Sein einziger Bruder war der spätere Landtagsabgeordnete Leo Sahrer von Sahr (1852–1925).

### Karriere
Nachdem er im Alter von sieben Jahren seinen Vater verloren hatte, wurde er zunächst im elterlichen Hause und durch den Pfarrer Wahl erzogen, der ihn auf das Gymnasium vorbereitet. Ab Ostern 1866 besuchte er die fürstliche Landesschule St. Afra in Meißen und wechselte darauf drei Jahre später auf das Gymnasium zu Bautzen. Nach Ausbruch des Krieges gegen Frankreich trat Sahrer am 20. Juli 1870 als Avantageur in die 2. Eskadron im 3. Reiter-Regiment der Sächsischen Armee in Borna ein und nahm darauf an den Kampfhandlungen teil. Während der Schlacht bei Gravelotte konnte er sich dabei bei einer nächtlichen Expedition zur Zerstörung einer Eisenbahnlinie besonders bewähren und wurde mit der Silbernen Medaille des Militär-St.-Heinrichs-Ordens und dem Eisernen Kreuz II. Klasse ausgezeichnet. Er nahm zudem an den Kämpfen bei Verdun, Busancy, Nouart, Beaumont, Doucy, Sedan, St. Clair sur Epte und Ecouis teil. Am 21. Oktober avancierte er zum Fähnrich und am 22. November zum Leutnant.
Nach Kriegsende kehrte Sahrer in seine Garnison in Borna zurück und ließ sich 1873 in die Reserve versetzen. Er unternahm darauf eine längere Reise nach England und Schottland und lernte dann die Forstwirtschaft in Warnsdorf. Ab 1874 ließ er sein Schloss Ehrenberg, das er nebst dem Rittergut Prietitz von seinem kinderlos gestorbenen Onkel Karl Sahrer von Sahr (1821–1874) geerbt hatte, über einen Zeitraum von drei Jahren durch das Architekturbüro Adam & Haenel umbauen. Er war ab dem 15. Juni 1900 Stiftsverweser des weltadeligen Fräulein-Stifts Joachimstein und bewirtschaftete sein Gut in Ehrenberg. Nachdem er 1885 zum Rittmeister der Reserve avancierte, wurde er 1895 mit Erlaubnis zum Tragen der Regimentsuniform zur Disposition gestellt. Am 30. April 1890 erfolgte die Ernennung zum königlichen Kammerherrn. Von den Rittergutsbesitzern des Leipziger Kreises wurde er im Januar 1900 in die I. Kammer des Sächsischen Landtags gewählt, der er bis zur Auflösung 1918 angehörte. Ab 1901 war er zudem Mitglied der I. Gesetzgebungsdeputation und später deren Vorsitzender. Im Mai 1909 wurde er mit dem Ritterkreuz I. Klasse des Verdienstordens ausgezeichnet. Im Januar 1910 wurde er Vorsitzender der Stände des Leipziger Kreises.

### Familie
Am 13. April 1874 verheiratete sich Sahrer in Dresden mit Helene Gräfin von Einsiedel (* 1851; † 1928), Tochter der Elisabeth Campbell a. d. H. Baronets C und des Leutnants Clemens Graf Einsiedel auf Radibor bei Bautzen. Aus der Ehe Helene und Alfred Georg Sahrer von Sahr gingen vier Kinder hervor. Johanna (* 1875 in Dresden; † 1956 in Ellwangen/Jagst) heiratete den Domherrn Alfred Freiherr von Welck (* 1866; † 1963), gem. Wohnsitz Schloss Radibor; Sohn Nikolaus (* 1876 in Dresden; † 1945 in Binz), kgl. sächs. Regierungsrat, wurde Besitzer von Ehrenberg, Helene Adelheid (*/† 1880), sowie Elisabeth (* 1886 in Ehrenberg; † 1965 in Ellwangen), lebte ebenso unverheiratet auf Ehrenberg, zuletzt in Ellwangen. Die Kinder wurden alle Mitglieder der Deutschen Adelsgenossenschaft.